# Ferdinand Karl von Österreich-Este (1821–1849)

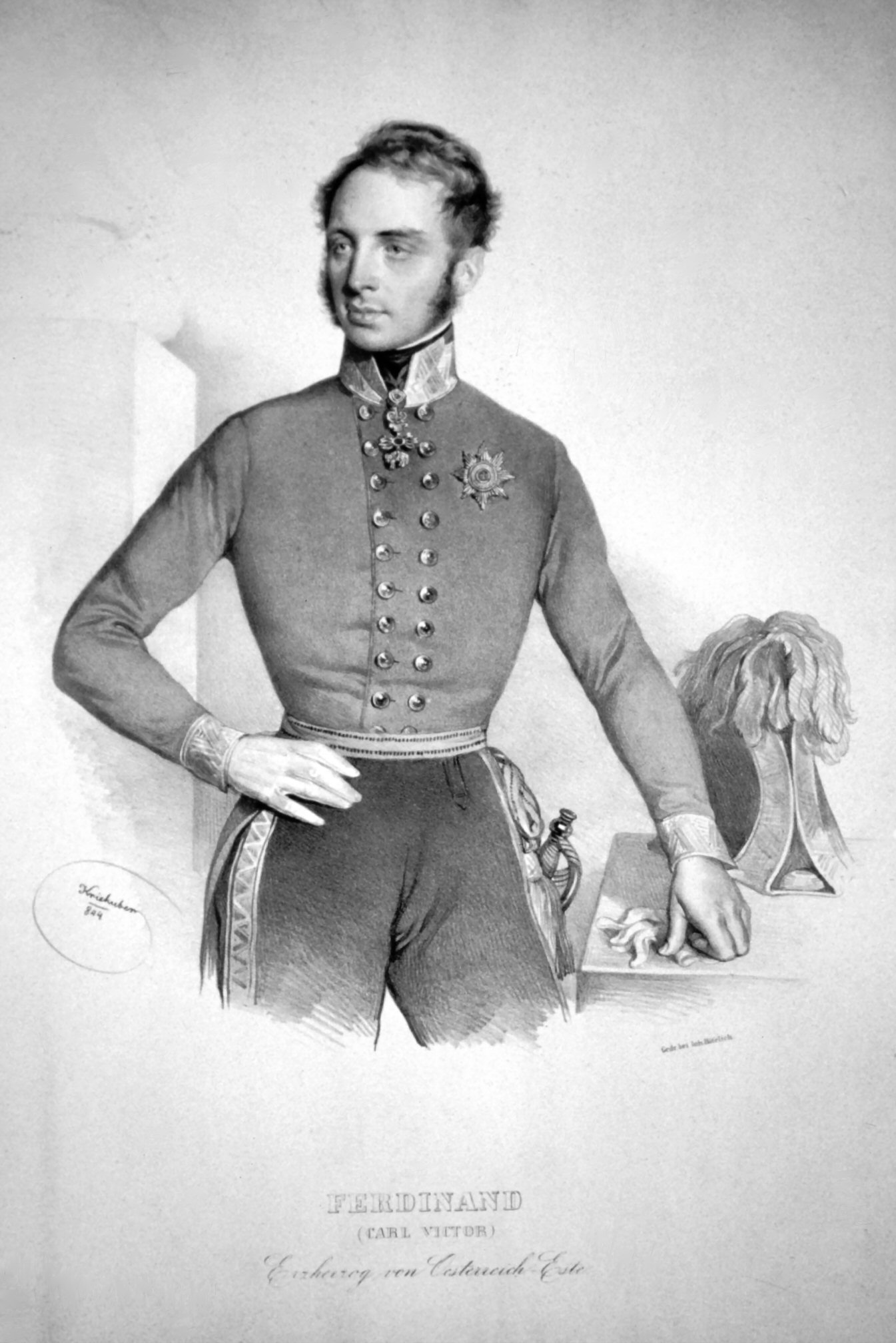
Erzherzog Ferdinand Carl Victor von Österreich-Este, Lithographie von Josef Kriehuber, 1844

Ferdinand Karl Victor von Österreich-Este (* 20. Juli 1821 in Modena; † 15. Dezember 1849 in Brünn) war ein Erzherzog von Österreich-Este und Prinz von Modena.

## Leben
Ferdinand war der zweite Sohn des Herzogs Franz IV. von Modena (1779–1846) aus dessen Ehe mit Maria Beatrix (1792–1840), Tochter des Königs Viktor Emanuel I. von Sardinien. Ferdinand wurde als Sonderbotschafter an den königlich-preußischen Hof in Berlin geschickt, wo er die Thronbesteigung des österreichischen Kaisers Franz Joseph mitteilte. Als sein Oberhofmeister fungierte Graf Franz Haller von Hallerkeö.
Im Militärdienst nahm Ferdinand an den Feldzügen in Italien und Ungarn teil und wurde schließlich Generalmajor, Feldmarschallleutnant und Inhaber des kaiserlichen Infanterieregiments Nummer 26. Er war Ritter des Orden vom Goldenen Vlies, des preußischen Schwarzen Adlerordens und des sächsischen Hausordens der Rautenkrone, Ritter I. Klasse des Roten Adlerordens und Großkreuz des Großherzoglich Hessischen Ludwigsordens.
Nachdem es in den Spitälern Brünns, wo Ferdinand stationiert war, zu vermehrten Todesfällen kam, inspizierte der Erzherzog die Krankenhäuser und steckte sich dort mit Typhus an, woran er, gepflegt von seiner Schwester Maria Theresia, innerhalb von fünf Tagen 28-jährig starb. Er wurde in der Kirche San Vincenzo in Modena beigesetzt.

## Ehe und Nachkommen
Ferdinand heiratete am 4. Oktober 1847 im Schloss Schönbrunn seine Cousine 2. Grades Elisabeth (1831–1903), Tochter des Erzherzogs Joseph Anton Johann von Österreich, mit der er eine Tochter hatte:
- Maria Theresa (1849–1919)

⚭ 1868 König Ludwig III. von Bayern (1845–1921)